# Grazielodendron rio-docensis
Grazielodendron rio-docensis är en ärtväxtart som beskrevs av Haroldo Cavalcante de Lima. Grazielodendron rio-docensis ingår i släktet Grazielodendron och familjen ärtväxter. Inga underarter finns listade i Catalogue of Life.